# Рис-Майерс, Джонатан
Джо́натан Риз Ма́йерс (англ. Jonathan Rhys Meyers, при рождении Джо́натан Майкл Фрэ́нсис О‘Киф (англ. Jonathan Michael Francis O’Keeffe); род. 27 июля 1977, Дублин, Ирландия) — ирландский киноактёр. Лауреат премии «Золотой глобус».

## Биография
Джонатан Майкл Фрэнсис О‘Киф появился на свет 27 июля 1977 года в Дублине, Ирландия, в семье Мэри Джеральдины (в девичестве Майерс) и Джона О‘Кифа. В 1978 году его семья переезжает в графство Корк. Через два года отец бросает семью и оставляет Джонатана и трёх его младших братьев (Джейми, Алана и Пола) на попечение матери; мать растит Джонатана и Алана, а двое других братьев отправляются жить к бабушке. Детство будущего актёра сопровождается постоянными побегами из дома и исключениями из школы, откуда его окончательно выгоняют в шестнадцать лет. Вскоре после этого знаменательного события Джонатана приглашают на первое прослушивание в проект «Война пуговиц», роль ему, однако, получить не удаётся. Но уже следующий кастинг заканчивается успешно, и Джонатан принимает участие в съёмках телевизионной рекламы, а спустя некоторое время происходит его кинодебют — крошечная роль в картине «Любовь без имени» (1994). Начав сниматься, актёр берёт себе псевдоним Рис-Майерс в честь матери.
В 1995 году стартует проект «Исчезновение Финбара», в котором Джонатану Рис Майерсу достаётся заглавная роль. Значительная часть съёмок проходит в Лапландии, несвоевременно начавшаяся оттепель вынуждает создателей фильма отложить работу над ним на полгода. За эти шесть месяцев Рис Майерс успевает сыграть в двух лентах. В исторической драме «Майкл Коллинз» видного ирландского кинорежиссёра Нила Джордана он исполняет роль молодого убийцы. В своих записях о встрече с восемнадцатилетним актёром Джордан отмечает его внешнее сходство с молодым Томом Крузом и, главное, его несомненный талант. Затем Рис-Майерс отправляется в Мадрид для участия в комедийном хорроре «Язык-убийца», от этой картины у него остаются не самые приятные воспоминания — в течение восьми недель съёмок его не покидает чувство одиночества. Наконец, Рис Майерса вызывают обратно в Ирландию для завершения работы над фильмом «Исчезновение Финбара», многострадальная лента выходит на экраны в ноябре 1996 года. До конца 1996 года Рис Майерс успевает ещё побывать в Марокко и сняться в роли молодого Самсона в двух сценах для телефильма «Самсон и Далила» по мотивам известной ветхозаветной истории.
Джонатан Рис Майерс получает известность после исполнения роли звезды глэм-рока Брайана Слэйда в драме Тодда Хейнса «Бархатная золотая жила» (1998). За основу исполнения Рис-Майерс берёт имидж Дэвида Боуи. Роль бисексуального Слэйда, чью загадочную смерть расследует журналист (в исполнении Кристиана Бейла), привносит в имидж актёра определённую долю скандальности: его весьма раскованная манера игры в самых откровенных сценах (с участием Юэна Макгрегора) прибавляет Рис Майерсу множество поклонников и номинацию как лучшему британскому новичку в кино от Британской гильдии кинокритиков.
После этой прорывной роли Рис Майерс с переменным успехом участвует в нескольких кино- и телепостановках, среди которых наиболее заметными становится лента Энга Ли «Погоня с дьяволом». Дополнительную популярность актёру приносит съёмка в лучшей комедии Великобритании 2002 года «Играй, как Бекхэм», после которой Рис Майерс снимается в двух ярких телепостановках: первая — «Лев зимой», снятая для американского телевидения Андреем Кончаловским, награждается премиями «Эмми» и «Золотой глобус». Рис Майерс играет в ней юного короля Франции Филиппа. Вторая — мини-сериал «Элвис», в котором актёр снова оказывается в роли рок-звезды. За исполнение Элвиса Пресли в 2005 году Рис Майерс номинируется на премию «Эмми», а затем на «Золотой глобус», который в результате и выигрывает. Кроме того, Рис Майерс играет второстепенную роль в блокбастере Оливера Стоуна «Александр». Фильм с треском проваливается в прокате, плохо принятый как критиками, так и публикой.
Настоящая слава приходит к Джонатану Рис Майерсу после выхода на экраны драмы Вуди Аллена «Матч пойнт» в 2005 году. Фильм, рассматриваемый большинством критиков и публики как современная трактовка Достоевского и Драйзера (хотя сам Вуди Аллен какую-либо связь с Американской трагедией последнего отрицает), приглашают в официальную программу Каннского кинофестиваля 2005 года, картина получает самые восторженные отзывы критиков и собирает почти 100 млн долларов в мировом прокате. Отдельных комплиментов удостаиваются и исполнители главных ролей Скарлетт Йоханссон и сам Рис Майерс. Роль Криса Уилтона выводит актёра на новый уровень: последним по времени проектом для него стало участие в высокобюджетном сиквеле фильма «Миссия невыполнима 3».
В 2007 году Рис Майерс занят на съёмках независимого фильма под названием «Август Раш» режиссёра Кирстен Шеридан, который после выхода окрестили современной трактовкой «Оливера Твиста» Чарльза Диккенса. Джонатан играет музыканта Луиса Конноли. Также снимался в фильме «Из Парижа с любовью» вместе с Джоном Траволтой.
В 2008 году начался показ телесериала «Тюдоры» о жизни и правлении короля Генриха VIII, в котором главная королевская роль досталась Рис Майерсу.
15 ноября 2012 года состоялась премьера картины «Влюблённые» в России. Также осенью этого года актёр принял участие в фильме «Город костей» по роману Кассандры Клер, где он сыграл Валентина Моргенштерна. Кроме того, Рис Майерс получил главную роль в телесериале «Дракула», съёмки которого проходили в феврале 2013 года в Будапеште.
В 2017 году снялся в фильме «Черная бабочка» и был номинирован на лучшую мужскую роль второго плана на Мадридском международном фестивале. Майес воссоединился с Майклом Херстом и сыграл главную роль епископа Хеамунда в телесериале «Викинги». Затем сыграл главную роль в шпионском триллере «Дамасское прикрытие», основанном на романе Говарда Каплана. Премьера фильма состоялась 23 сентября 2017 года на Бостонском кинофестивале, Майерс получил награду за лучшую мужскую роль на международном фестивале в Бостоне и Манчестере. Майерс исполнил роль Патрика Пирса, политического активиста и одного из лидеров кровавого ирландского пасхального восстания 1916 года, в биографическом фильме «Восстание», посвященном столетию восстания, написанном и спродюсированном Кевином Макканном.
В 2020 году Майерс сыграл в биографической картине британского исследователя сэра Джеймса Брука «Край света», а также главную роль в фильме «Американские ночи», триллере в стиле нео-нуар с Эмилем Хиршем, Пасом Вегой и Джереми Пивеном в главных ролях. В 2021 году он начал играть Сиро в фильме «Принцесса Якудза», бразильском боевике режиссера Висенте Аморима, основанном на графическом романе Данило Бейрута «Самурай Сиро». Он также снялся в хоррор-триллере «Прятки». В 2022 году он снялся в фильмах «Добрый сосед» и «Женоподобный». В 2022 году стало известно, что он присоединится к актерскому составу триллера «Высота». Майерс сыграет главную роль в предстоящем фильме-триллере «97 минут угона» режиссера Тимо Вуоренсолы.

## Личная жизнь

### Отношения
В конце 1990-х Рис Майерс год встречался со своей партнершей по фильму «Бархатная золотая жила» Тони Коллетт.
С 2004 по 2012 год состоял в отношениях с Риной Хаммер, дочерью визажистки Руби Хаммер.
В 2016 году Рис Майерс женился на Маре Лейн, с которой встречался с начала 2013. Их сын Вульф Рис Майерс  родился 15 декабря 2016 года. В сентябре 2017 года Лейн сообщила, что у нее случился выкидыш.

### Попытки суицида
30 июня 2011 года сообщалось, что Майерс был доставлен в больницу на машине скорой помощи после предполагаемой попытки самоубийства.
В 2016 году он снова предпринял попытку самоубийства. Парамедики, прибывшие на экстренный вызов, обнаружили его распростертым на полу. Они вызвали полицию после того, как он более 30 минут отказывался от лечения на месте происшествия.

### Проблемы с алкоголем
В 2007 году представитель актера, Мередит О'Салливан, подтвердила, что Майерс прошел программу лечения от алкоголизма.
В ноябре того же года он был арестован в аэропорту Дублина за опьянение и нарушение общественного порядка.
В 2009 году был задержан в Париже французской полицией за предполагаемое нападение на сотрудника зала ожидания аэропорта в состоянии алкогольного опьянения. В 2010 году в международном аэропорту имени Джона Ф. Кеннеди он словесно оскорблял и использовал расистские выражения в отношении персонала авиакомпании и должностных лиц, которые отказали ему в доступе в зону посадки после того, как он напился в зале ожидания первого класса. В результате он был дисквалифицирован United Airlines.
Его представитель подтвердил, что Майерс снова проходил лечение в 2010 году. В ноябре 2011 года французский суд обязал его выплатить компенсацию в размере 1000 евро, а 24 месяцами ранее ему был вынесен приговор об условном осуждении за пьянство в общественном месте. После того, как у его жены случился выкидыш в 2017 году, Рис Майерс снова сорвался в аэропорту Дублина.
В 2018 году он напился во время полета, что привело к спору с женой в международном аэропорту Лос-Анджелеса. В интервью Ларри Кингу позже в том же году Майерс рассказал об инциденте, заявив: ... Мне не следует пить. Это не моё и я долгое время был трезв. Он настаивал на том, что усвоил свой урок и теперь трезв.
В ноябре 2020 года он разбил свою машину в Малибу, штат Калифорния. Прибывшая полиция обнаружила, что актёр был в состоянии алкогольного опьянения после проведения полевого теста, и ему были предъявлены обвинения в двух правонарушениях, связанных с вождением в нетрезвом виде. Судебные документы, полученные TMZ, показали, что он получил штраф в размере 500 долларов и предписание посещать программы по алкоголю и консультированию в рамках своего согласия на сделку суда о признании вины. Далее ему было предписано пройти 12-месячный испытательный срок без тюремного заключения, при условии, что в течение этого периода он не нарушит закон.

### Недвижимость
В 2022 году он выставил на продажу свой дом в Николс-Каньоне в Лос-Анджелесе. Сообщалось, что дом, расположенный на Голливудских холмах, ранее был выставлен на продажу и предоставлялся в аренду до 2012 года, когда он был выставлен на продажу за 1,6 миллиона долларов, а в 2018 году снова был предложен за 1,795 миллиона долларов. В текущем списке дом выставлен на продажу за 1,85 миллиона долларов.
Джонатан живет в Голливуд-Хиллз, Калифорния, США, также у него есть недвижимость в Лондоне, Великобритания.

## Фильмография
| Год       |    | Русское название              | Оригинальное название                 | Роль                        |
| --------- | -- | ----------------------------- | ------------------------------------- | --------------------------- |
| 1994      | ф  | Любовь без имени              | A Man of No Importance                | первый юноша                |
| 1996      | ф  | Майкл Коллинз                 | Michael Collins                       | убийца Коллинза             |
| 1996      | ф  | Язык-убийца                   | La lengua asesina                     | Рудольф                     |
| 1996      | ф  | Исчезновение Финбара          | The Disappearance of Finbar           | Финбар Флинн                |
| 1997      | тф | Самсон и Далила               | Samson and Delilah                    | Самсон (в 14 лет)           |
| 1997      | ф  | Правила игры                  | The Maker                             | Джош                        |
| 1998      | ф  | Каково врать в Америке        | Telling Lies in America               | Кевин Бойл                  |
| 1998      | ф  | Бархатная золотая жила        | Velvet Goldmine                       | Брайан Слэйд                |
| 1998      | ф  | Гувернантка                   | The Governess                         | Генри Кавендиш              |
| 1998      | ф  | Племя                         | The Tribe                             | Адам                        |
| 1998      | ф  | Би-Манки                      | B. Monkey                             | Бруно                       |
| 1999      | ф  | Потеря сексуальной невинности | The Loss of Sexual Innocence          | Ник (в 16 лет)              |
| 1999      | ф  | Погоня с дьяволом             | Ride with the Devil                   | Питт                        |
| 1999      | ф  | Тит                           | Titus                                 | Хирон                       |
| 2000      | с  | Тёмное королевство            | Gormenghast                           | Стирпайк                    |
| 2001      | ф  | Рок возмездия                 | Happy Now                             | Марк Райт                   |
| 2001      | ф  | Нация прозака                 | Prozac Nation                         | Ноа                         |
| 2001      | ф  | Третий лишний                 | Tangled                               | Алан Хаммонд                |
| 2002      | тф | Великолепные Эмберсоны        | The Magnificent Ambersons             | Джордж Эмберсон             |
| 2002      | ф  | Играй как Бекхэм              | Bend It Like Beckham                  | Джо                         |
| 2002      | ф  | Тессеракт                     | The Tesseract                         | Шон                         |
| 2003      | ф  | Засну, когда умру             | I'll Sleep When I'm Dead              | Дэйви                       |
| 2003      | ф  | Октан                         | Octane                                | Отец                        |
| 2003      | ф  | Тайна империи                 | The Emperor's Wife                    | Чемберлен                   |
| 2003      | тф | Лев зимой                     | The Lion in Winter                    | Филипп Август               |
| 2004      | ф  | Ярмарка тщеславия             | Vanity Fair                           | Джордж Осборн               |
| 2004      | ф  | Александр                     | Alexander                             | Кассандр                    |
| 2005      | тф | Элвис                         | Elvis                                 | Элвис Пресли                |
| 2005      | ф  | Матч пойнт                    | Match Point                           | Крис Уилтон                 |
| 2006      | ф  | Миссия невыполнима 3          | Mission: Impossible III               | Деклан                      |
| 2007—2010 | с  | Тюдоры                        | The Tudors                            | Генрих VIII                 |
| 2007      | ф  | Август Раш                    | August Rush                           | Луис Коннели                |
| 2008      | ф  | Дети Хуанг Ши                 | The Children of Huang Shi             | Джордж Хогг                 |
| 2008      | ф  | Фильм со мной в главной роли  | A Film with Me in It                  | Пирс #2                     |
| 2010      | ф  | Из Парижа с любовью           | From Paris with Love                  | Джеймс Рис                  |
| 2010      | ф  | Убежище                       | 6 Souls                               | Дэвид / Адам / Уэсли        |
| 2011      | ф  | Таинственный Альберт Ноббс    | Albert Nobbs                          | Виконт Яррелл               |
| 2012      | ф  | Влюблённые                    | Belle du Seigneur                     | Солаль                      |
| 2013      | ф  | Орудия смерти: Город костей   | The Mortal Instruments: City of Bones | Валентин Моргенштерн        |
| 2013—2014 | с  | Дракула                       | Dracula                               | Александр Грейсон / Дракула |
| 2013      | ф  | Глаза Панды                   | Another Me                            | Джон                        |
| 2015      | ф  | Стоунволл                     | Stonewall                             | Тревор                      |
| 2015      | ф  | Дамасское укрытие             | Damascus Cover                        | Ари Бен-Сион / Ханс Хоффман |
| 2016      | ф  | Восхождение                   | The Rising                            | Патрик Пирс                 |
| 2016      | ф  | Лондон-Таун                   | London Town                           | Джо Страммер                |
| 2016      | ф  | Тень                          | The Shadow Effect                     | Риз                         |
| 2016      | с  | Корни                         | Roots                                 | Том Ли                      |
| 2017      | ф  | Черная бабочка                | Black Butterfly                       | Джек                        |
| 2017      | ф  | 12-й человек                  | 12th Man                              | Курт Стейдж                 |
| 2017—2018 | с  | Викинги                       | Vikings                               | Епископ Хеахмунд            |
| 2018      | ф  | Письма Асперна                | The Aspern Papers                     | Мортон Винт                 |
| 2021      | ф  | Край света                    | Edge of the World                     | Джеймс Брук                 |
| 2021      | ф  | Антитела                      | The Survivalist                       | Бен                         |
| 2022      | ф  | Как жена                      | Wifelike                              | Уильям Брэдвелл             |